# 신공훈
신공훈(1986년 7월 27일 ~ )은 대한민국의 가수이다. 